# 简单针网虫
简单针网虫（学名：Stylodictya gracilis）为孔盘虫科针网虫属的动物。分布于大西洋、太平洋，包括东海等海域。
其种加词来源于拉丁文“gracilis”，意为“纤细的”。